# Crown Hills (Antarktika)
Die Crown Hills (englisch für Kronenhügel) sind eine Gruppe von Hügeln im ostantarktischen Viktorialand. Sie ragen zwischen dem Zenith Glacier und dem Gambone Peak auf und bilden den südöstlichen Teil der Lanterman Range in den Bowers Mountains.
Das New Zealand Antarctic Place-Names Committee benannte sie 1983 auf Vorschlag des Geologen Malcom Gordon Laird (1935–2015) in Anlehnung an die Benennung des nahegelegenen Coronet Peak.